# Giovanna Maria Bonomo
Giovanna Maria Bonomo (Asiago, 15 agosto 1606 – Bassano del Grappa, 1º marzo 1670) è stata una religiosa italiana.

## Biografia

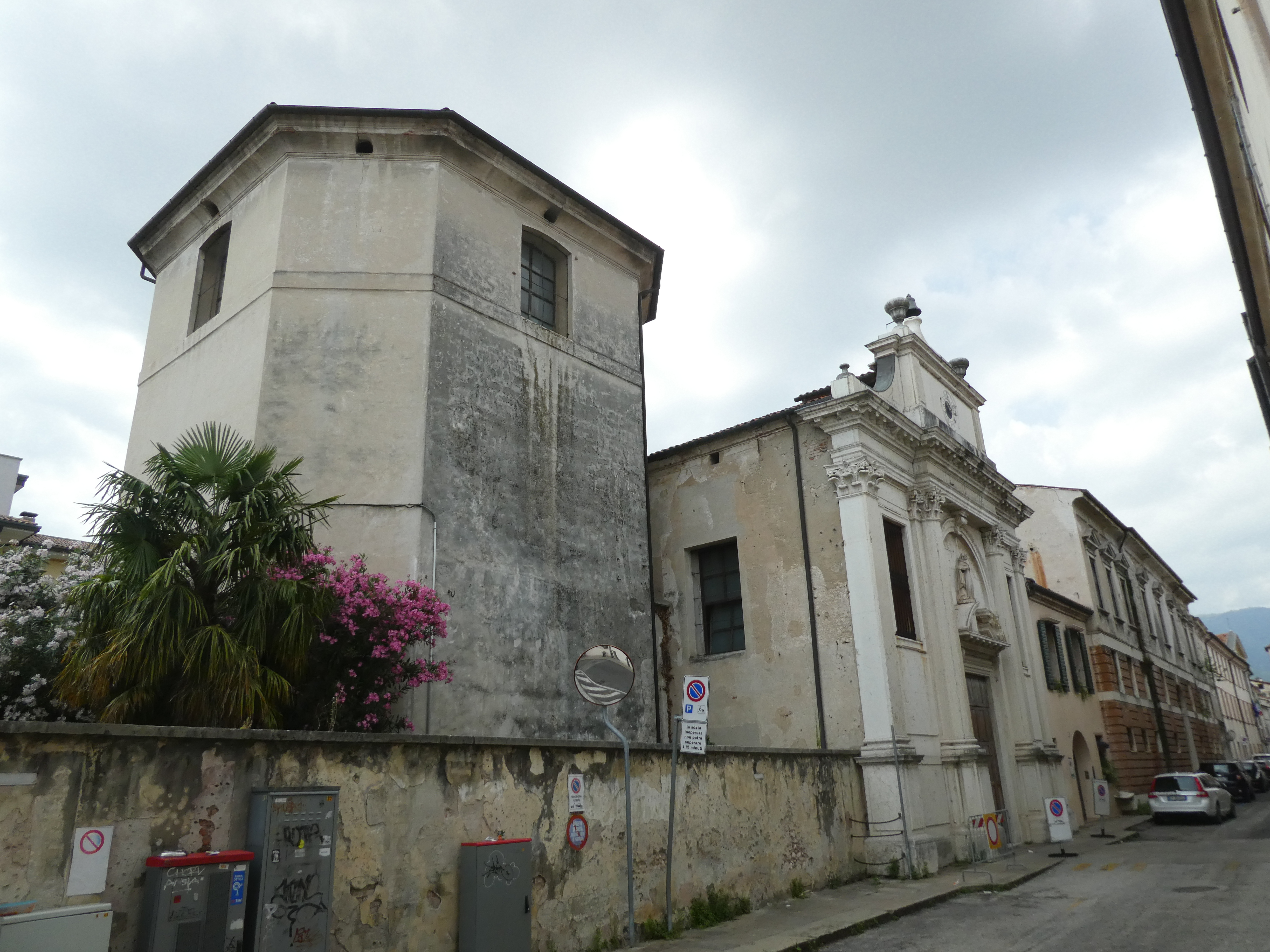
La chiesa della Beata Giovanna a Bassano del Grappa

Nacque ad Asiago nella casa paterna al centro del paese, da Giovanni, ricco mercante, figlio di Giampietro Bonomo e Maria Rodeghiero la cui famiglia aveva possedimenti non solo ad Asiago, ma anche nei paesi vicini, e da Virginia, della nobile famiglia dei Ceschi di Borgo Valsugana.
Ancora bambina imparò il latino senza aiuto alcuno.
All'età di sei anni restò orfana di madre ed il padre Giovanni, non potendo allevarla degnamente, decise di condurla al monastero di Santa Chiara di Trento.
A dodici anni Maria decise di farsi monaca clarissa e di rimanere a Trento. Il padre cercò in un primo momento di ostacolarla e la riportò ad Asiago con l'intenzione di condurla alla vita matrimoniale ma alla fine cedette alle insistenze della figlia e, il 21 giugno 1621, quando Maria aveva quindici anni, la portò al monastero benedettino di San Girolamo di Bassano del Grappa.
Le fu imposto il nome di Giovanna Maria e l'8 settembre 1622 fece la professione dei voti di povertà, castità e obbedienza. Nel 1632 ricevette anche le stimmate.
Il 1º agosto 1655 fu eletta priora fino al 1664, quando fu eletta nuovamente badessa. Morì a Bassano il 1º marzo del 1670.

## Culto
Molte guarigioni prodigiose le furono attribuite, tanto che nel 1699 fu introdotto il processo di beatificazione che si concluse il 9 giugno 1783 quando fu solennemente beatificata da Pio VI con grande gioia della popolazione veneta, in particolare di Bassano del Grappa e di Asiago che l'acclamarono patrona.
Il suo nome è presente nel Martirologio Romano il 1º marzo. Ad Asiago viene festeggiata il 26 febbraio.

## Monumento e reliquie

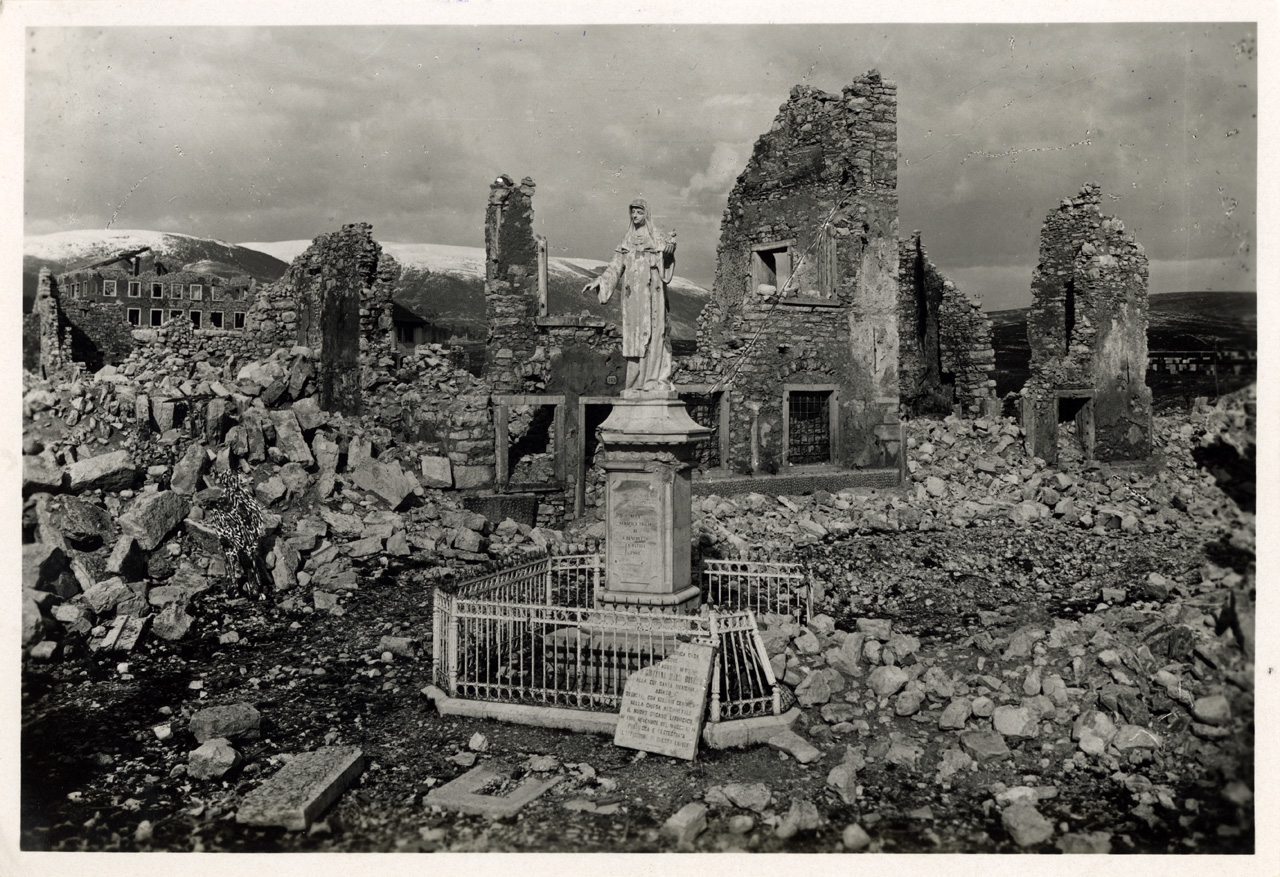
Il monumento alla Beata Giovanna Maria Bonomo tra le rovine di Asiago, città completamente rasa al suolo durante la Prima Guerra Mondiale

Nel 1908 ad Asiago, davanti alla sua casa natale, venne eretto un monumento in onore della Beata. Durante la Grande Guerra, Asiago venne completamente rasa al suolo ma il monumento rimase incredibilmente intatto.
Le reliquie della Beata sono oggi conservate presso la chiesa a lei dedicata a Bassano del Grappa.

## Pubblicazioni
- Thesoro dell'anima christiana, ovvero, Pie meditationi sopra la passione del Signore, Venezia, 1668.
- Confusione del christiano in non corrispondere all'amore mostrato da Giesù Christo Sig. nostro nella sua acerba passione & morte, Padova, 1659.[3]